# Fjodor Alexandrowitsch Ozep

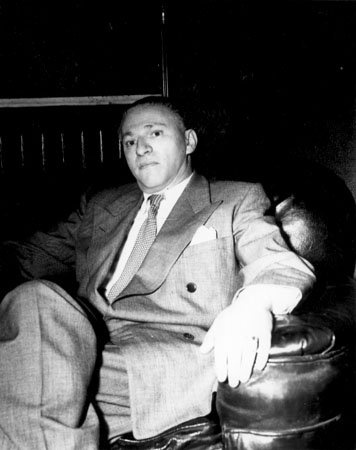
Fjodor Alexandrowitsch Ozep

Fjodor Alexandrowitsch Ozep, bekannt als Fedor Ozep (russisch Фёдор Александрович Оцеп, wiss. Transliteration Fëdor Aleksandrovič Ocep; * 9. Februar 1891 oder 1893 oder 1895 in Moskau, Russisches Kaiserreich; † 20. Juni 1949 in Beverly Hills) war ein russischer Regisseur und Drehbuchautor.

## Leben
Ozep war der Sohn eines Moskauer Fabrikanten. Nach dem Lyceum studierte er an der Universität Moskau und arbeitete anschließend als Journalist. Noch während des Studiums stellte er Kontakte zum Film her. Er begann als Regieassistent bei seinem Schwager Jakow Protasanow, für dessen Meisterwerke Pique Dame (1916) und Aelita (1924) er die Drehbücher schrieb. 
Nach der Oktoberrevolution wurde das Studio in ein Kollektiv umgewandelt mit Ozep als Dramaturg und künstlerischem Leiter. 1926 führte er in dem dreiteiligen Abenteuerfilm Miss Mend erstmals selbst Regie. Ozep war von den Arbeiten Wsewolod Pudowkins beeinflusst, der wie Ozep beim Filmstudio Meschrabpom-Rus beschäftigt war. 
Er wurde auch im Westen bekannt und drehte 1928 im Rahmen einer deutsch-sowjetischen Co-Produktion in Deutschland Der lebende Leichnam nach dem gleichnamigen Stück von Lew Tolstoi. Während der Dreharbeiten in Berlin lernte er seine zweite Frau Myrrah kennen, eine russische Emigrantin. Ozep kehrte danach nicht mehr in die Sowjetunion zurück.
Aufgrund des Erfolges von Der lebende Leichnam konnte er für die Terra Film den Tonfilm Der Mörder Dimitri Karamasoff drehen nach dem Roman Die Brüder Karamasow. Anschließend inszenierte er mit den ursprünglichen Darstellern auch eine französische Version. 1931 ging Ozep nach Paris und realisierte dort weitere Filme. Kurz vor der Besetzung von Paris durch die deutsche Wehrmacht floh er mit seiner Frau nach Nizza. Über Casablanca und eine Internierung in Oued Zem gelangte er schließlich am 9. August 1941 nach New York. 
Er begann die Dreharbeiten an Three Russian Girls, trat die Regie aber nach einer Woche ab. Schließlich wurde er engagiert, um in Kanada französischsprachige Filme zu drehen. Im Herbst 1944 entstand in Quebec Le père Chopin. 1947 kehrte er von seinem Wohnsitz Beverly Hills noch einmal nach Kanada zurück für seine letzte Regiearbeit Whispering City/La forteresse in englischer und französischer Version.

## Filmografie (Auswahl)
- 1926: Miss Mend (Мисс Менд)
- 1928: Der gelbe Paß (Земля в плену)
- 1929: Der lebende Leichnam (Живой труп)
- 1931: Der Mörder Dimitri Karamasoff
- 1931: Les frères Karamazoff [französische Fassung von Der Mörder Dimitri Karamasoff]
- 1932: Großstadtnacht
- 1932: Mirages de Paris [französische Fassung von Großstadtnacht]
- 1934: Amok
- 1937: Pique Dame
- 1938: Gibraltar
- 1943: Three Russian Girls
- 1944: Le père Chopin
- 1947: Whispering City